# Campionati mondiali di sollevamento pesi Vienna 1910
I Campionati mondiali di sollevamento pesi 1910, 14ª edizione della manifestazione, si disputarono a Vienna dal 9 al 10 ottobre 1910.

## Titoli in palio
Si assegnarono titoli nelle due categorie sotto elencate.
| Categoria    | Eventi      |
| ------------ | ----------- |
| Pesi medi    | 80 kg       |
| Pesi massimi | Oltre 80 kg |

## Risultati
| Evento      | Oro                  | Argento      | Bronzo           |
| ----------- | -------------------- | ------------ | ---------------- |
| 80 kg       | Leopold Hennermüller | Johann Eibel | Leopold Bartasek |
| Oltre 80 kg | Josef Grafl          | Karl Swoboda | Berthold Tandler |

## Medagliere
| Posiz. | Nazione | Oro | Argento | Bronzo | Totale |
| ------ | ------- | --- | ------- | ------ | ------ |
| 1      | Austria | 2   | 2       | 2      | 6      |
| Totale | Totale  | 2   | 2       | 2      | 6      |